# Medelsheim
Medelsheim est un quartier de la commune allemande de Gersheim dans l'arrondissement de Sarre-Palatinat en Sarre.
Jusqu'au 1er janvier 1974, le village était une commune indépendante de l'arrondissement de Hombourg.

## Géographie

### Localisation
Medelsheim se trouve dans la région naturelle du Bliesgau, au sud du Palatinat sarrois et à proximité de la frontière franco-allemande.

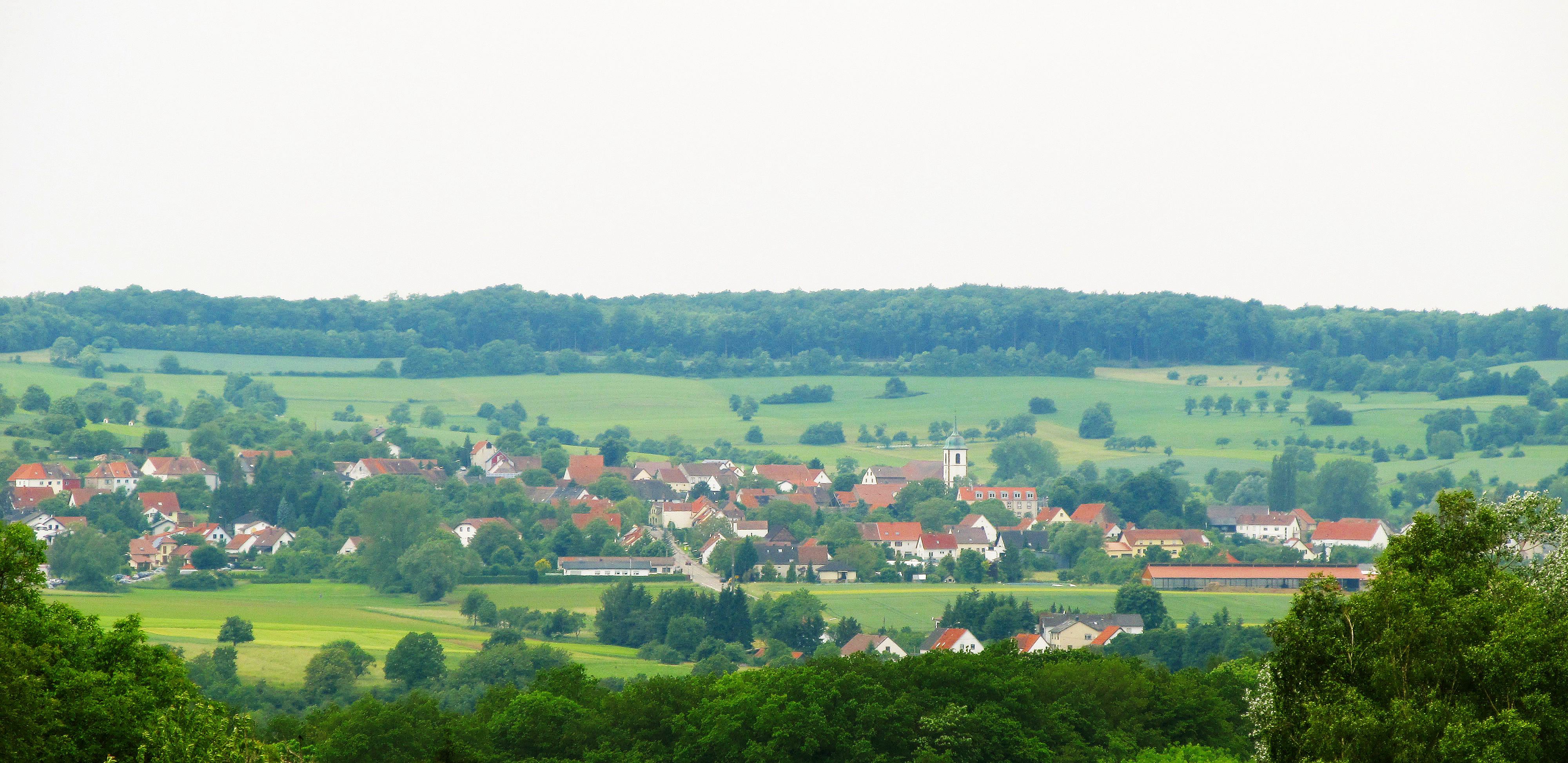
Vue panoramique du village.

## Histoire
Le village est mentionné pour la première fois le 28 juin 888 sous la forme Medelinisheim.
Au XIVe siècle, le village appartient au comté de Deux-Ponts puis passe dans le comté palatin du Rhin avant d'être attribué au comté de Deux-Ponts-Bitche. Son château, construit vers 1300, est détruit en 1508 par Franz von Sickingen. Il est mentionné pour la dernière fois en 1576 et était situé aux alentours de l'actuelle église paroissiale.
Le village est ravagé par la guerre de Trente Ans en 1635. Il est ensuite incendié par les troupes françaises du Maréchal de Créquy en 1677.
Après la Révolution, le village ainsi que tout le reste de la rive gauche du Rhin deviennent français. Sous administration française, Medelsheim est même érigé en chef-lieu d'un canton de l'arrondissement de Deux-Ponts et du département du Mont-Tonnerre.
Après le congrès de Vienne en 1815, le village est attribué au royaume de Bavière. Sous son administration, le canton de Medelsheim est supprimé et ses communes sont intégrées au canton de Neuhornbach. En 1828, Medelsheim est le siège d'une commune comprenant Peppenkum, Seyweiler et Utweiler. En 1927, cette commune est supprimée pour être intégrée à la commune d'Altheim. Elle est rétablie en 1950 puis à nouveau supprimée à partir du 1er janvier 1974. Depuis cette date, Medelsheim appartient à la commune de Gersheim.

## Lieux et monuments

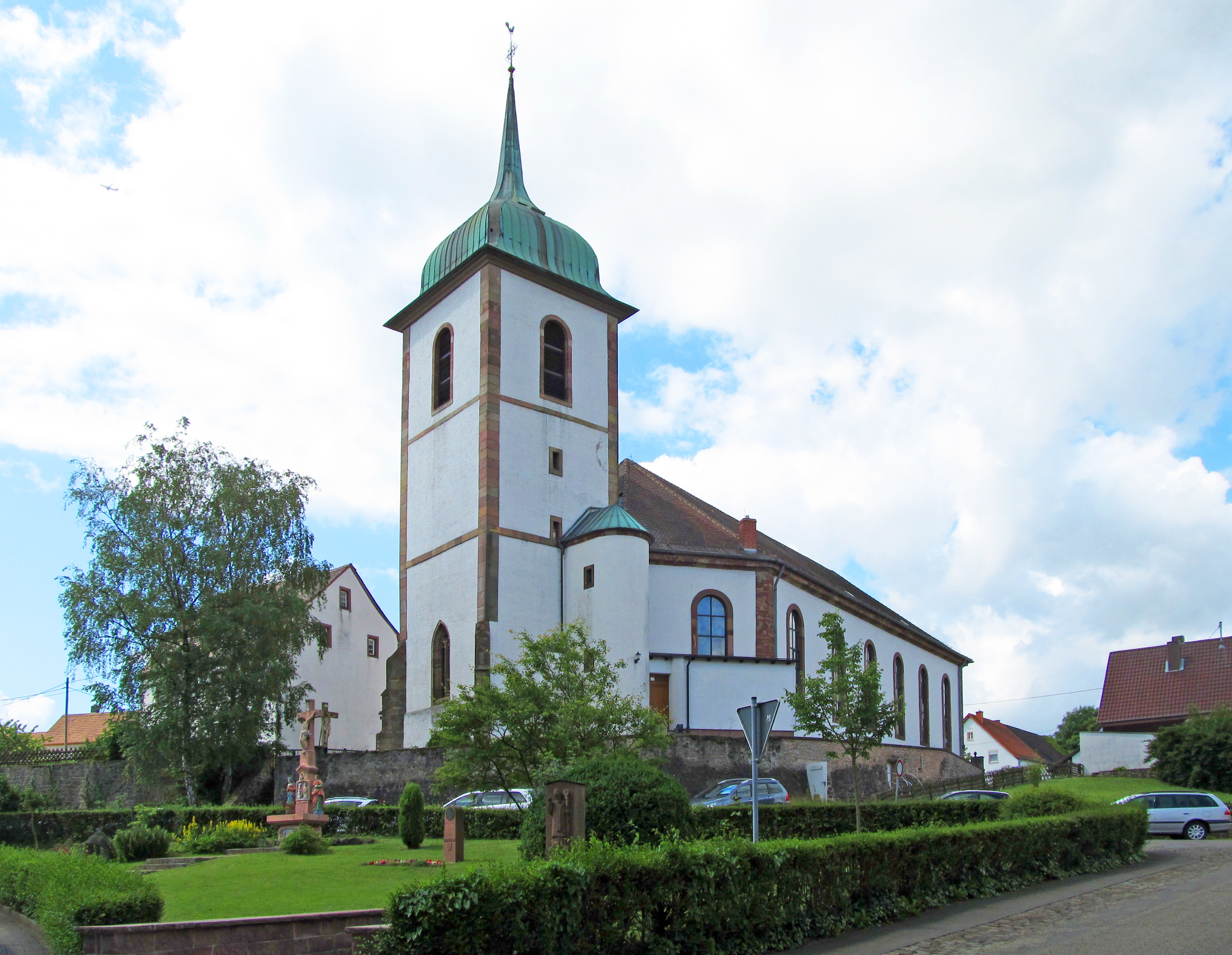
L'église Saint-Martin.
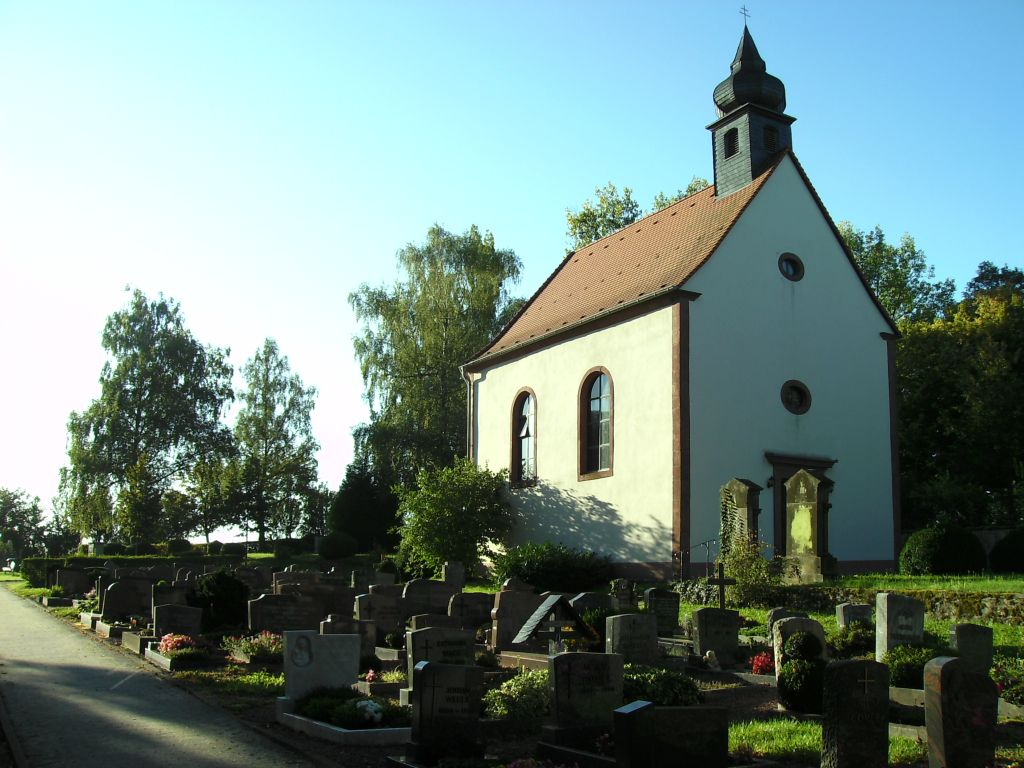
La chapelle et le cimetière.
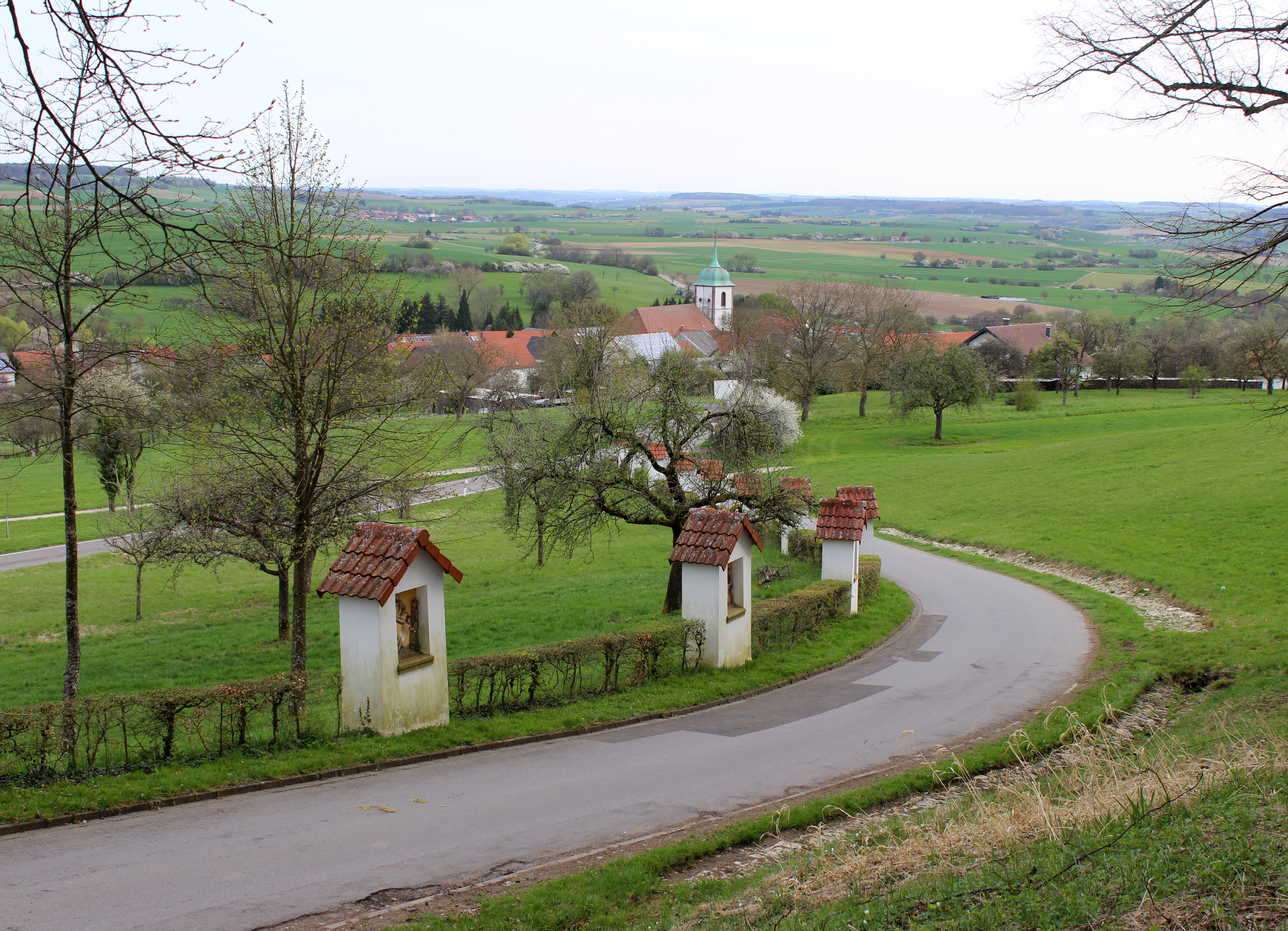
Le chemin de croix menant au cimetière.
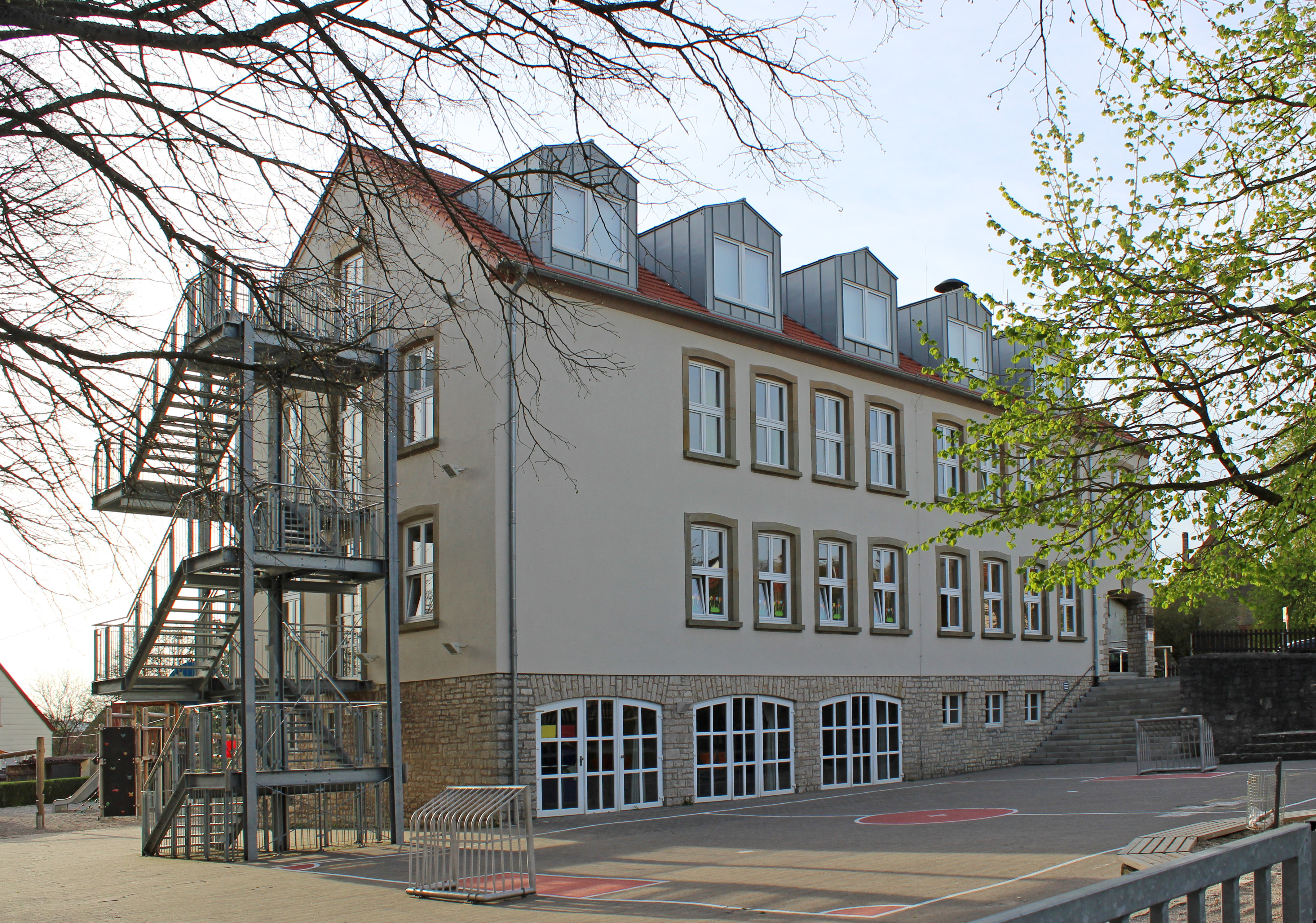
L'école.